# Oklahoma City Blue
Oklahoma City Blue is een Amerikaanse basketbalclub uit Oklahoma City die werd opgericht in 2014 en uitkomt in de NBA G League.

## Geschiedenis
De Blue werden opgericht in 2014 na het verplaatsen van de Tulsa 66ers naar Oklahoma City. In hun eerste seizoen onder hoofdcoach Mark Daigneault bereikte de ploeg meteen de play-off's. Ze verloren in de eerste ronde van Santa Cruz Warriors. In het seizoen 2015/16 werden de pley-off's niet gehaald. In 2017 keerden ze terug naar de play-offs waar ze wonnen in de eerste ronde van Santa Cruz Warriors maar verloren in de halve finale van de Rio Grande Valley Vipers.
In het seizoen 2017/18 verloren ze in de eerste ronde van de South Bay Lakers. Een jaar later wonnen ze in de eerste ronde van de Salt Lake City Stars maar verloren een ronde later van de Santa Cruz Warriors. In 2019 werd Grant Gibbs hoofdcoach, onder hem slaagde de club er drie jaar op rij niet in om de play-off's te bereiken.
In 2022 werd Kameron Woods aangesteld als hoofdcoach. In zijn eerste seizoen werden de play-offs gemist maar in het seizoen 2023/24 werden ze NBA G League kampioen door achtereenvolgend Rio Grande Valley Vipers, Sioux Falls Skyforce, Stockton Kings en Maine Celtics.

## Erelijst
- NBA G League: 2024
- All-NBA G League First Team: Dakari Johnson (2017), Moses Brown (2021)
- All-NBA G League Third Team: Jahmi'us Ramsey (2024)
- NBA G League Finals Most Valuable Player Award: Ousmane Dieng (2024)

## Resultaten
| Seizoen | Wins | Verlies | Play-offs    | Coach           |
| ------- | ---- | ------- | ------------ | --------------- |
| 2014/15 | 28   | 22      | Eerste ronde | Mark Daigneault |
| 2015/16 | 19   | 31      |              | Mark Daigneault |
| 2016/17 | 34   | 16      | Halve finale | Mark Daigneault |
| 2017/18 | 28   | 22      | Eerste ronde | Mark Daigneault |
| 2018/19 | 34   | 16      | Halve finale | Mark Daigneault |
| 2019/20 | 20   | 22      |              | Grant Gibbs     |
| 2020/21 | 8    | 7       |              | Grant Gibbs     |
| 2021/22 | 15   | 20      |              | Grant Gibbs     |
| 2022/23 | 13   | 19      |              | Kameron Woods   |
| 2023/24 | 21   | 13      | Kampioen     | Kameron Woods   |

## Bekende (oud-)spelers
| - PJ Dozier - Markel Brown - Alex Caruso - Phil Booth - Branden Carlson - Adam Flagler - Dillon Jones | - Alex Ducas - Luguentz Dort - Bazoumana Koné - Théo Maledon - Ousmane Dieng - Aleksej Pokuševski |